# Faculté des sciences de Montpellier
 (mars 2024).
L’UFR des sciences est une composante de l'université de Montpellier. Elle est située au nord de Montpellier sur le campus de Triolet (place Eugène Bataillon) ainsi que sur le campus de Saint-Priest (rue de Saint-Priest, rue Ada).

## Histoire

### Historique

#### XIXesiècle
Montpellier, qui possédait déjà de longue date une faculté de médecine, une école de pharmacie et une Société royale des sciences réputée créée en 1706 (fermée en 1793), voit se créer une faculté des sciences à la suite du décret du 17 mars 1808 qui instaura 9 facultés des sciences en France (dont celle de Paris, de Toulouse et de Grenoble). Le 25 juillet 1809, un autre arrêté structure la faculté et 4 décrets successifs font nommer les professeurs. Celle-ci fût dotée au départ de sept chaires : mathématiques appliquées, astronomie, physique, chimie, zoologie, botanique (dont l'enseignement est d'abord commun avec la faculté de médecine), minéralogie (la seule faculté a posséder une chaire dans cette discipline avec celle de Paris, ce qui en fait une de ses spécificités), ce qui la place au second rang après celle de Paris de par son nombre de chaires. Celles-ci sont représentées par la masse de cérémonie en argent commandée en 1819 et portée pendant les cérémonies solennelle réalisée par l'orfèvre Placide Boué d'après le dessin de Toussaint-François Node-Véran. Le premier doyen a été Daniel Encontre, nommé pour dix ans sous l'autorité du recteur de l'époque Charles-Louis Dumas.
C'est le 30 mai 1810 que la faculté des sciences est solennellement instaurée par la cérémonie officielle s'étant tenue dans l'église paroissiale de Notre-Dame-des-Tables. Elle est installée dans un appartement de l’hôtel Jacquet de Bray ou hôtel des Rois de Majorque, sis au no 3 de la rue Saint-Ravy. Le mois suivant, les premiers cours ont pu débuter, accueillant environ 150 étudiants dans le cabinet de physique situé dans une salle du théâtre de Montpellier (à l'emplacement de l'actuel Opéra Comédie). Il suffisait alors, muni de son baccalauréat, d'inscrire sa signature sur un registre et de payer la somme requise. À la suite de la demande des professeurs quant à un manque de place conséquent.

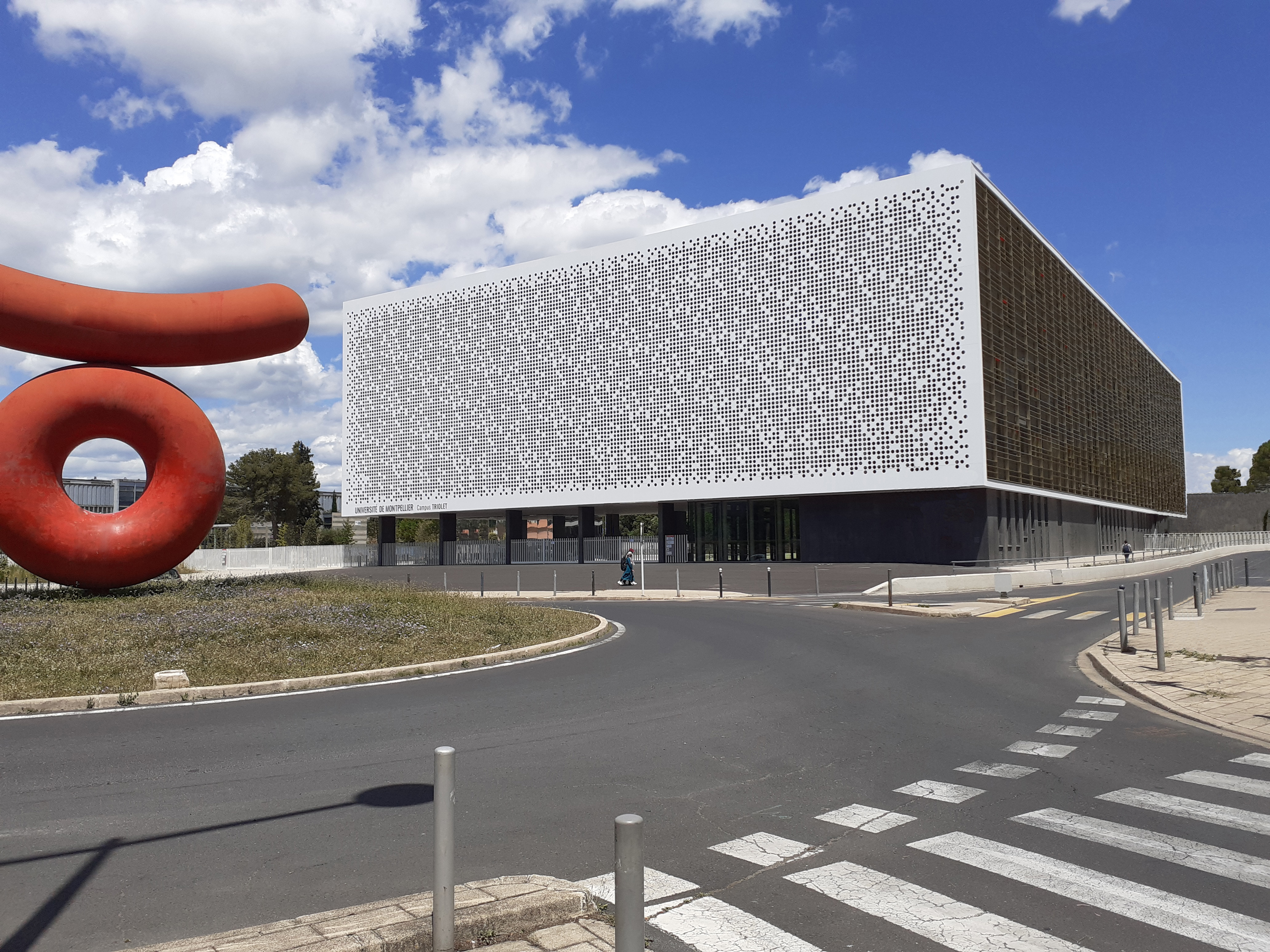
Entrée du campus Triolet de l'université de Montpellier

Mais les conditions d'enseignement restent relativement difficiles de par le manque de matériel et de locaux, ce qui participera par ailleurs à la détérioration des instruments des différentes collections pour cause d'entassement et de transport fréquent.
Les élèves doivent suivre les cours debout et les professeurs peinent à faire les démonstrations. En janvier 1811, les cabinets de physique et d'histoire naturelle (sortes de petits muséums gérés par un conservateur dont les locaux n'ont cessé de changer dans la ville) possédant de riches collections (dont une partie provient de l'ancienne Société royale des sciences de Montpellier) sont transférés à la faculté des sciences, ce qui participera fortement à la qualité de l'enseignement donné. Le 29 octobre 1816, la faculté est transférée à la maison Crozals, rue Embouque d'or (aujourd'hui hôtel de Manse), mais le manque de place perdure et les conditions d'enseignement restent mauvaises. Ainsi, en janvier 1837, la faculté est déplacée dans les anciens locaux de l’école supérieure de commerce et de la station œnologique, après de nombreuses plaintes des professeurs et étudiants à la mairie de la ville, à la maison Plantade, rue Saint-Pierre, attribuant à la faculté de plus vastes locaux, augmentant par ailleurs le nombre d'étudiants inscrits pour atteindre 561 cette même année et améliorant la qualité de l'enseignement. Cependant, bien que se modernisant (l'électricité domestique ainsi que le gaz d'éclairage sont adoptés en 1861), le nombre croissant d'étudiants ainsi que le manque de budget participent à la dégradation des locaux. En 1860, le toit de l’amphithéâtre s'effondre et les plaintes du conseil de la faculté se perpétuent. Bien que le manque de locaux ne soit pas propre à la faculté des sciences de Montpellier (celle de Toulouse rencontre le même problème par exemple), cette situation la place tout de même dans la dernière position des facultés bien loties. Malgré ces difficultés, l'enseignement proposé était bien jugé, notamment grâce aux professeurs s'y trouvant, renommés pour leurs talents.
Dès le 7 mai 1879, la faculté des sciences est également présente à Sète, avec la construction d’une station de biologie marine, d'un laboratoire de zoologie et d'anatomie puis, douze ans plus tard, de l’Institut de botanique qui abrite aujourd'hui la présidence de l'université.
En 1890, la faculté déménage dans le nouveau « palais des facultés » installé dans l'ancien hôpital Saint-Éloi, situé dans la rue de la Blanquerie (aujourd'hui rue de l'Université), en occupant les locaux encadrant la deuxième et troisième cour.
En 1894, les disciplines sont organisées en trois grands domaines : les sciences mathématiques (mathématiques, astronomie et mécanique) ; les sciences physiques (physique, chimie et minéralogie) ; et les sciences naturelles (botanique, géologie et zoologie). Le nombre et le nom des chaires se modifie à partir de cette année-là.
Elle perd une bonne partie de ses plus belles collections lors d'un incendie dans la salle des sciences mise à disposition pour une exposition régionale le 4 août 1896.

#### XXesiècle
Durant la Première Guerre mondiale, le personnel enseignant et une partie des étudiants sont mobilisés. Cependant, les cours continuent malgré le peu d'étudiants et des conditions difficiles. La faculté de sciences devient également un lieu de d’accueil pour les étudiants étrangers expulsés de leur pays. Elle supportera financièrement l'effort de guerre. Après la guerre, la faculté des sciences de Montpellier connaîtra un accroissement conséquent des étudiants étrangers, participant à renommée internationale de celle-ci.
Au début la Seconde Guerre mondiale, l'appel au front diminue une seconde fois l'activité de la faculté. Mais beaucoup d’étudiants français se réfugient dans la zone libre. Ainsi, les effectifs étudiants doublent presque entre 1939 et 1942 passant de 569 à 950. Mais dès octobre 1940, les enseignants juifs sont écartés, et en 1941, est mise en place une limite de 3 % d'étudiants juifs. En novembre 1942, alors que Montpellier est occupée par l'armée allemande, la faculté tourne au ralenti. Celle-ci finira par être fermée en mars 1944 par les autorités allemandes. Il apparaît par ailleurs que les membres de la faculté des sciences ne se sont que très peu engagés dans la lutte contre l'occupation, contrairement aux autres facultés montpelliéraines. Elle rouvre à l'automne 1944 à la suite de la libération de la ville en août, mais le nombre d’étudiants ne sera seulement que de 354.
C'est en 1946 que la faculté retrouvera son fonctionnement d'avant-guerre, malgré le besoin de reconstruction de certains bâtiments endommagés. D'autres travaux seront nécessaires, de par le nombre d’étudiants, ayant doublé en 1952 par rapport à l'année 1939, les locaux devenant insuffisants (elle devient en 1957 la première faculté montpelliéraine en termes d'effectifs). Une annexe à Perpignan est créée la même année et sera chargée de la propédeutique. Ses chaires passent ensuite de 9 à 26 entre 1956 et 1973, à la suite d'une spécialisation des enseignements.
À partir de 1963, elle quitte le centre-ville pour s'installer dans un campus de 33 hectares lui étant destiné, le campus Triolet au nord de Montpellier, sur lequel sont bâtis 100 000 m2 (contre 10 000 m2 dans le palais universitaire) de locaux pour la pédagogie et la recherche. Les travaux, commencés le 3 novembre 1961, s'achèvent en 1967. Celle-ci peut alors accueillir 8 500 étudiants. Mais les étudiants étant au nombre de 4 800 en 1966, le nouveau campus détiendra au départ une capacité supérieure à sa nécessité en termes de place. Apparaît par ailleurs dans certains locaux de nouveaux travailleurs : des chercheurs rémunérés par le CNRS. En effet, la nouvelle taille des locaux favorise la croissance de l'importance de la recherche dans la faculté, financée en grande partie par le CNRS, entraînant un changement dans l’organisation des laboratoires et une modernisation de l’équipement scientifique. Elle assure le développent d'un IUT d'informatique en 1966, installé rue Cardinal de Cabrières dans les locaux de l’ancienne faculté de lettres. En 1969, quatre filières techniques ouvrent leurs portes : informatique de gestion, sciences et technique de l'eau, technologies de l'alimentation, électronique et informatique, visant à amener l'enseignement et la recherche de l'université à s'intégrer dans une nouvelle logique économique locale à la suite d'une certaine industrialisation de la région. La faculté devient une nouvelle université en 1970 à la suite de la loi Faure (12 novembre 1968 à la suite des événements de mai 68), comprenant douze UER (unité d'enseignement et de recherche) (devenus UFR en 1984). Elle est alors nommée « université des sciences et techniques du Languedoc » (USTL). La même année, la première chaire française de sciences de matériaux voit le jour. L'essor des formations techniques visant à former des salariés pour les nouvelles entreprises dans les domaines technologiques participe à la création de l'Institut polytechnique de Montpellier en 1972, transformé en Institut des Sciences de l'Ingénieur de Montpellier (ISIM) en 1974, aujourd’hui Polytech Montpellier (depuis 2004), délivrant des diplômes d'ingénieur, comme composante de l'université.
En 1989, l'USTL devient université Montpellier-II (UM2) organisée en quatre composantes : l'IUT, l'ISIM et l'Institut d'administration des entreprises (toutes trois particulièrement autonomes) et un UFR sciences chargés en théorie de l'enseignement et de la recherche.
Dans les années 1980, le nombre d'étudiants croît fortement, atteignant 12 000 en 1992. Le manque de place se fait alors ressentir. Cette forte hausse est en grande partie due à une certaine démocratisation de l'enseignement, l'université fait alors face à l'arrivée d'un nombre croissant de nouveaux bacheliers. Malgré une interruption dans cet accroissement des effectifs à la fin des années 1990 rencontré dans la plupart des pays européens, le nombre d'étudiants atteint 15 800 en 2013. Les années 1980 sont aussi des années de grande dynamisme de la recherche et des laboratoires de l'INSERM ou de l'INRA s'associent à l'UM2, le CNRS cessant alors d'être son seul partenaire. À la fin des années 1990, un nouveau campus est créé dans le quartier de Saint-Priest pour abriter les laboratoires de recherche.

#### XXIesiècle
Cette massification des étudiants est accompagnée par des projets de rénovation et d'extension augmentant la capacité d’accueil des bâtiments qui atteindront les 265 000 m2 en 2001.
À la suite de la loi LRU, l'UM2 compte, en 2010, sept composantes : les IUT de Nîmes et de Béziers, l'IUFM (Institut universitaire de formation des maîtres) (depuis 2008) et l'UFR sciences est renommée « faculté des sciences ».
Le 1er janvier 2015, l'université Montpellier-I et l'université Montpellier-II fusionnent afin d'aboutir à la création de l’actuelle université de Montpellier.

### Anciens doyens de la faculté des sciences
| Période   | Nom                         | Discipline          |
| --------- | --------------------------- | ------------------- |
| 1809-1814 | Daniel Encontre             | Mathématiques       |
| 1814-1815 | Joseph Anglada              | Chimie              |
| 1815-1816 | Augustin Pyrame de Candolle | Botanique           |
| 1816-1820 | Joseph Anglada              | Chimie              |
| 1820-1830 | Joseph Diez Gergonne        | Astronomie/Physique |
| 1830-1856 | Michel Félix Dunal          | Botanique           |
| 1856-1865 | Paul Gervais                | Zoologie            |
| 1865-1879 | Gustave Chancel             | Chimie              |
| 1879-1891 | Paul Gervais de Rouville    | Minéralogie         |
| 1891-1904 | Armand Sabatier             | Zoologie            |
| 1904-1921 | Samuel Dautheville          | Astronomie          |
| 1921-1939 | Marcel Godechot             | Chimie              |
| 1939-1961 | Paul Mathias                | Zoologie            |
| 1961-1967 | Bernard Charles             | Mathématiques       |
| 1967-1969 | André Casadevall            | Chimie              |
| 1969-1970 | Pierre Dumontet             | Physique            |

### Les directeurs de l'UFR
| Période     | Nom                                            | Qualité |
| ----------- | ---------------------------------------------- | ------- |
| 1999-2004   | Jean-Louis Vidal                               | PU      |
| 2004-2009   | Yves Bertrand                                  | PU      |
| 2009-2010   | Jean-Patrick Respaut Administrateur Provisoire | MCU     |
| 2010-2016   | Gilles Halbout                                 | PU      |
| 2016-2017   | Ahmed-Adam Ali Administrateur Provisoire       | PU      |
| 2017-2022   | Alain Hoffmann                                 | PU      |
| Depuis 2022 | Jean-Michel Marin                              | PU      |

## Formation
La Faculté des sciences est divisée en onze départements :
- Biologie–mécanisme du vivant (Bio-MV) ;
- Biologie–Ecologie ;
- Chimie ;
- Électronique - Electrotechnique - Automatique (EEA) ;
- Physique ;
- Informatique ;
- Institut de Recherche pour l'Enseignement des Sciences (IRES)
- Département des langues (DDL) ;
- Mathématiques ;
- Mécanique ;
- Terre - Eau - Environnement (TEE)